# カリフォルニア (映画)
『カリフォルニア』（Kalifornia）は、1993年に公開されたアメリカ映画。
日本ではソフトが発売された際に『カリフォルニア/狂気の銃弾』というサブタイトルが追加された。

## ストーリー
殺人鬼の心理に興味を抱くルポルタージュ作家のブライアンは、恋人の写真家キャリーと共に、各地の殺人現場を取材しながら憧れの地カリフォルニア州まで旅する計画を思いつく。
彼らは節約の為に旅費を折半する同乗者を募ったが、やって来たのは、いかにも金の無さそうな貧相なカップル、アーリーとアデールだった。育ちや価値観のあまりにも違う二組。キャリーはアーリーの下品で粗暴な振る舞いに嫌悪感を隠せない。
だが、ブライアンはアーリーの性格に理解を示し、教養はないが能天気で明るいアデールも場の雰囲気を和ませ、どうにか旅はうまくいくと思われた。しかし、旅を続けるうちに次第にアーリーの正体が明らかになってゆく。
彼こそが、ブライアンがその心理を知りたがっていたサイコキラーそのものであり、過去に幾度も殺人を犯した男だった。恋人のアデールも幼少時に心と体に負った傷が原因で、アーリーだけが自分を守ってくれる存在と信じ、彼に依存し服従していたのだった。
テキサス州の事件現場を取材する頃には本性を現し、給油所の従業員を無意味に殺すアーリー。ブライアンに銃を向けて運転させ、逃走したアーリーは、強制的に取材旅行を続けさせた。ネバダ州では警官を殺し、豪邸に押し入った末に、遂にアデールを殺すアーリー。
代わりの女としてキャリーを連れて逃走し、マネキン人形が並べられた奇妙な町に辿り着くアーリー。そこは核実験地域で、マネキンたちは核爆弾の威力を測るダミー人形だった。そこで追い付くブライアン。殺されずに豪邸に取り残されていたブライアンは、初めての殺人でアーリーを殺し、キャリーと共にカリフォルニアに辿り着いた。

## キャスト
※括弧内は日本語吹替
- アーリー・グレイス - ブラッド・ピット（山寺宏一）
- アデール・コーナーズ - ジュリエット・ルイス（かないみか）
- ブライアン・ケスラー - デイヴィッド・ドゥカヴニー（宮本充）
- キャリー・ローリン - ミシェル・フォーブス（沢海陽子）
- ウォルター・リヴジー - グレゴリー・マーズ・マーティン（成田剣）
- ミセス・マスグレイヴ - シエラ・ペシャー（深水由美）
- ミスター・マスグレイヴ - ジョン・デュラハン

## スタッフ
- 監督：ドミニク・セナ
- 制作：スティーヴ・ゴリン、シガージョン・サイヴァッツォン、アリスティデス・マクギャリー
- 製作総指揮：ジム・カウフ、リン・ビグロー
- 原案：スティーヴン・レヴィ、ティム・メトカーフ
- 脚本：ティム・メトカーフ
- 撮影：ボジャン・バゼリ
- 音楽：カーター・バーウェル
- 編集：マーティン・ハンター

## 評価
レビュー・アグリゲーターのRotten Tomatoesでは31件のレビューで支持率は58%、平均点は6.10/10となった。Metacriticでは17件のレビューを基に加重平均値が49/100となった。